# Magma (gesteente)

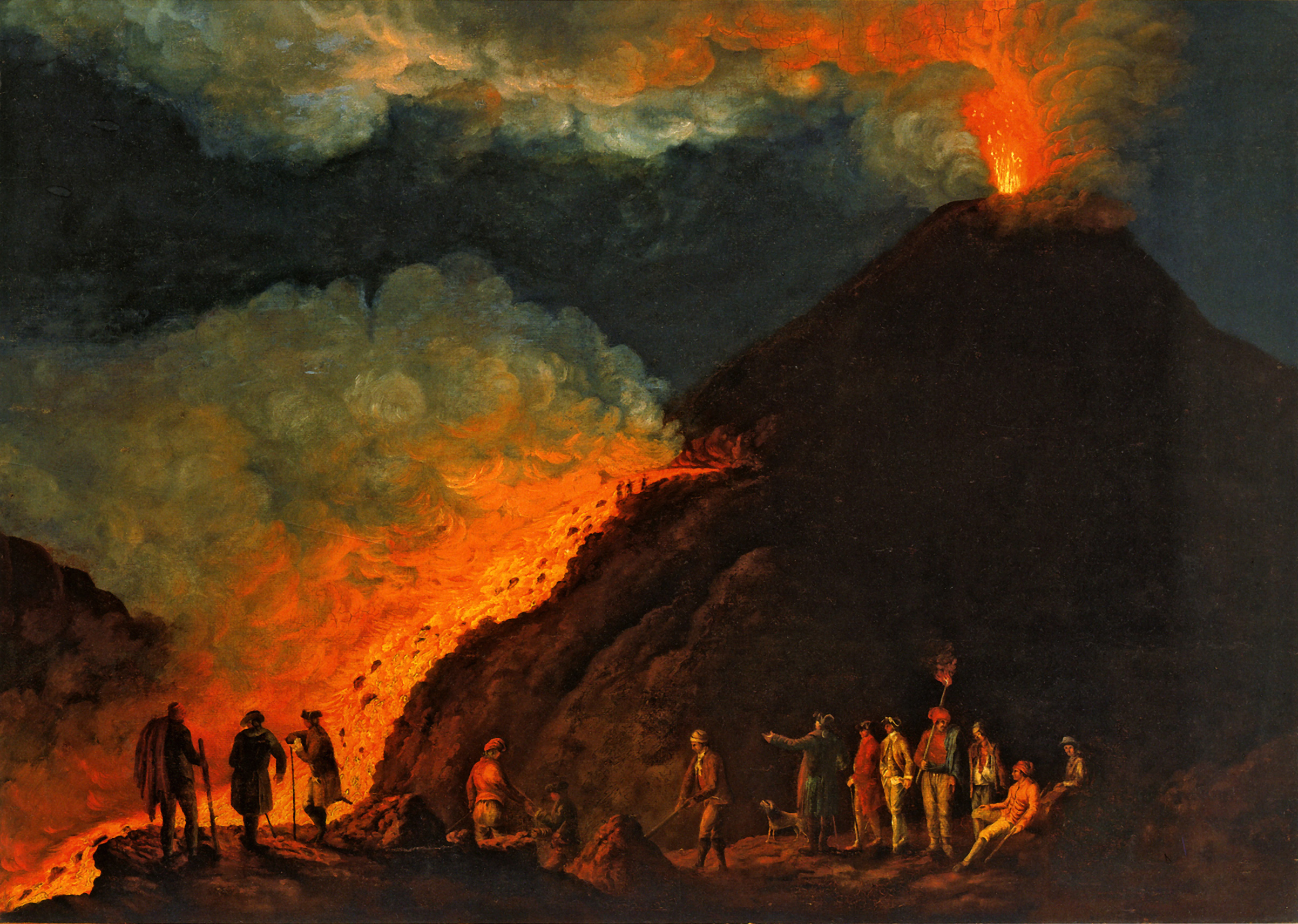
Magma stroomt als lava uit bij de uitbarsting van de Vesuvius in 1774. Olieverf door de Duitse landschapsschilder Jakob Philipp Hackert (1737-1807).

Magma is het vloeibare gesteente dat zich onder het oppervlak van de Aarde of een andere aardse planeet bevindt. De meeste magma's in de Aarde zijn complexe silica-oplossingen met (normaal gesproken) temperaturen tussen de 650 °C en 1200 °C. Wanneer magma stolt ontstaat stollingsgesteente. Wanneer magma tot aan het oppervlak omhoog komt, wordt het gesmolten gesteente geen magma maar lava genoemd.

## Eigenschappen

De viscositeit (stroperigheid) van waterloos ("droog") magma bij verschillende temperatuur en compositie. Op de horizontale as staat het massapercentage SiO_{2}; op de verticale as (logaritmisch) de viscositeit (η).

Magma bestaat meestal uit vloeibare silica met daarin opgeloste ionen van alkalimetalen (zoals natrium en kalium), aardalkalimetalen (zoals magnesium en calcium) en ijzer. Magma's en lava's worden ingedeeld naar de hoeveelheid silica, van felsisch (silica-rijk) tot mafisch (silica-arm). De pH van een gesmolten gesteente hangt af van het percentage silica in de smelt.
Het silicaat-ion vormt op moleculaire schaal een tetraëder, waarbij een silicium-ion omringd wordt door vier zuurstofionen. In silicaten met een hoog gehalte aan SiO2 zullen de tetraëders ketens vormen, waarbij één of meerdere zuurstofionen op de hoeken van de tetraëders gedeeld worden. In een magma zitten de tetraëders natuurlijk niet vast, maar de moleculaire structuur in de smelt benadert de structuur van vaste stoffen met vergelijkbare samenstelling, wanneer de temperatuur tot vlak boven het smeltpunt daalt. In een relatief koel magma vormen de silica-tetraëders daarom vaak losse bindingen. In een mafischer magma is minder silica aanwezig dan in een felsischer magma, zodat de silica-tetraëders vaker los liggen. Dit maakt een felsisch magma viskeuzer (stroperiger) dan mafisch magma; en relatief koel magma stroperiger dan relatief heet magma. Wanneer de eerste mineralen uitkristalliseren, ontstaat een mengsel van magma en kristallen, dat zich nog stroperiger gedraagt.
Niet alleen de hoeveelheid silica heeft invloed op de viscositeit. Water (H2O) en de ionen van alkalimetalen kunnen in het magma eveneens bindingen aangaan met silica-tetraëders. Magma dat rijk is aan deze bestanddelen is daarom relatief minder viskeus.
De viscositeit van magma heeft grote invloed op de wijze waarop het kan intruderen of kan uitvloeien bij een eruptie. Viskeus felsisch magma (met hoge concentraties silica) beweegt traag en stroperig. Water en gassen (volatiles) die bij het omhoogkomen vrijkomen als gevolg van het afnemen van de druk, kunnen moeilijker ontsnappen uit het gesmolten gesteente. Daardoor doen zich explosieve erupties voor zoals dat gebeurt bij stratovulkanen. Over het algemeen verloopt een eruptie rustiger naarmate het magma mafischer is.
De eigenschappen van de verschillende magma's zijn als volgt:
Ultramafisch magma
SiO2 < 45%
Fe-Mg >8% tot 32% MgO
Temperatuur: tot 1500 °C
Viscositeit: laag tot zeer laag
Erupties: rustig
Vindplaatsen: divergerende plaatranden, hot spots en convergerende plaatranden. Picrieten en boninieten worden gevonden in zogenaamde back-arc basins, gebieden achter subductiezones, waar oceanische korst smelt in een waterrijke omgeving. Komatiiet en andere ultramafische lava's werden gevormd bij een hogere geothermische gradiënt (de temperaturen in de aardkorst lagen vroeger hoger) en voor zover bekend is worden deze gesteenten tegenwoordig niet meer gevormd.
De temperatuur in de mantel is tegenwoordig niet hoog genoeg om magma van deze samenstelling te produceren. Dat komatiieten gevonden worden is een belangrijke reden waarom men aanneemt dat de mantel vroeger veel heter was.
Mafisch magma
SiO2 < 50%
Fe-Mg ~4%
Temperatuur: tot ~1200 °C
Viscositeit: laag
Erupties: rustig
Vindplaatsen: divergerende plaatranden, hot spots en convergerende plaatranden. Magma met de samenstelling van basalt wordt gevonden in gebieden waar oceanische korst wordt gesmolten; deze korst bevat grote hoeveelheden ijzer.
Intermediair magma
SiO2 ~60%
Fe-Mg: ~3%
Temperatuur: ~1000 °C
Viscositeit: gemiddeld
Erupties: explosief
Vindplaatsen: convergerende plaatranden.
Felsisch magma
SiO2 >70%
Fe-Mg: ~2%
Temperatuur: 700 °C
Viscositeit: hoog
Erupties: explosief
Vindplaatsen: hot spots in continentale korst (Yellowstone National Park); dit type magma is vooral te vinden op plaatsen waar continentale korst smelt, omdat deze korst grote hoeveelheden silica bevat.
Meer informatie over de samenstelling van gesmolten gesteenten is hier te vinden. De samenstelling van een magma wordt ook beïnvloed door de verschillende soorten gesteenten die het laat smelten terwijl het door de korst omhoog komt. Processen waardoor een primaire smelt van samenstelling kan veranderen op zijn weg naar het aardoppervlak zijn onder andere fractionele kristallisatie (waarbij mineralen neerslaan en zo worden verwijderd uit de smelt), "besmetting" door andere gesteenten en het vermengd raken van twee magma's.

## Vorming van magma
De meeste vaste stoffen smelten wanneer ofwel de temperatuur toeneemt, ofwel de druk afneemt. Gesteente vormt hierop geen uitzondering. Naast temperatuur en druk heeft ook de samenstelling van het gesteente invloed op het smelten. De aanwezigheid van water en gassen (zogenaamde volatiles - vluchtige bestanddelen) kan de temperatuur waarop gesteente smelt sterk beïnvloeden.
De meeste gesteenten zijn geen eenvoudige verbindingen maar bestaan uit combinaties van verschillende chemische componenten. Ze hebben daarom niet, zoals bijvoorbeeld een moleculaire stof als water (H2O), een smeltpunt, maar een smelttraject. Dit betekent dat bij bepaalde omstandigheden van temperatuur en druk, die de solidus worden genoemd, partieel smelten plaatsvindt en een gedeelte van het gesteente smelt. Pas bij zeer hoge temperaturen zal een gesteente geheel smelten (de liquidus), dit komt in de natuur echter vrijwel nooit voor.

Het verband tussen platentektoniek en het ontstaan van magma. Er zijn slechts een paar situaties waarin de temperatuur en druk in de bovenmantel zodanig zijn dat gesteente partieel smelt. De figuur laat voor vier verschillende plaattektonische situaties het verloop van de temperatuur (de geotherm, rood) en de smelttemperatuur van gesteente (de solidus, groen) zien. Bij mid-oceanische ruggen en mantelpluimen ligt de geotherm verder naar rechts, bij subductiezones ligt de solidus vanwege de aanwezigheid van zeewater in de subducerende plaat verder naar links. Wanneer de twee curven elkaar snijden ontstaat magma.

### Temperatuur
Gesteente begint te smelten als de temperatuur boven de solidus rijst. In de vaste aarde wordt de temperatuur van gesteente bepaald door de geothermische gradiënt (stijging van de temperatuur in de ondergrond naarmate de diepte groter wordt) en de mate van radioactief verval in het gesteente zelf. De geothermische gradiënt varieert van 5 °C per kilometer in troggen en subductiezones tot 50 °C per kilometer onder mid-oceanische ruggen en vulkanische bogen. De gemiddelde waarde ligt rond 25 °C per kilometer.
Daarnaast kan de temperatuur van bestaand magma - dat omhoog beweegt door de korst en mantel - zo hoog zijn dat het omliggende gesteente ook smelt.

### Druk
De temperatuur van de solidus is afhankelijk van de druk, bij lagere druk verschuift de solidus naar lagere temperaturen. Daarom kan gesteente met een vaste temperatuur en samenstelling ook smelten als de druk lager wordt. Met andere woorden: de benodigde temperatuur om een materiaal te laten smelten neemt toe bij een toenemende druk. Aangezien de druk toeneemt met de diepte kan gesteente met een vaste samenstelling en temperatuur dat aan de oppervlakte gesmolten (lava) is, op grote diepte in vaste fase aanwezig zijn. Bij een snelle afname in druk (als gevolg van tektonische bewegingen of het bewegen van een stuk gesteente naar een minder diepe locatie) kan door het snel afnemen van de druk smelten plaatsvinden.

### Samenstelling
Aangezien de samenstelling van grote hoeveelheden gesteente vaak constant is heeft deze parameter de meeste invloed op de vraag wanneer een gesteente smelt. Bij de samenstelling van een gesteente zijn ook vluchtige bestanddelen (Engels: volatiles) als water en koolstofdioxide inbegrepen, in gebonden of ongebonden staat. In gesteente werken deze stoffen op dezelfde manier als een oplosmiddel. Ze zorgen voor de afbraak van de sterke silica-verbindingen in mineralen, zodat de solidus van het gesteente naar lagere temperaturen verschuift. Dit is een belangrijk proces voor het smelten van gesteente, want zelfs de aanwezigheid van 1% water kan de smelttemperatuur al met 100 °C verlagen. Het verlies van water en vergelijkbare stoffen kan leiden tot het stollen van het magma.
Vluchtige bestanddelen, met name water, kunnen bij subductie van een tektonische plaat in de aardmantel vrijkomen door de chemische reacties die optreden als de korst op grotere diepte onder hogere druk komt te staan. Daarna zullen deze volatiles opstijgen naar het oppervlak, onderweg laten ze gesteente smelten door de sterke verbindingen in de mineralen te verbreken waardoor het smeltpunt drastisch afneemt.

### Partieel smelten van gesteente
Gesteenten hebben een zogenaamd smelttraject in plaats van een smeltpunt; ze smelten geleidelijk omdat ze normaal gesproken bestaan uit verschillende mineralen, die allemaal een ander smeltpunt hebben. Een geheel gesmolten gesteente is om twee redenen erg zeldzaam. Ten eerste is er zeer veel energie voor nodig het gesteente geheel te smelten. Ten tweede gaat door de op grote diepte heersende druk gesteente dat partieel gesmolten is zich scheiden in vloeibare en vaste delen. Het vloeibare gedeelte (de smelt) heeft een lagere dichtheid en wil omhoog bewegen door de aardkorst. Als een bepaald deel van het materiaal in de vloeibare fase is beland, worden ook de omliggende mineralen zachter gemaakt. Zelfs als slechts 5% van het gesteente gesmolten is, kan de smelt als het ware worden weggedrukt. Veel materiaal blijft lang genoeg op dezelfde plaats om 20% tot 35% ervan te smelten, maar zelden smelt meer dan 50% van het gesteente. Het mengsel van gesmolten materiaal en kristallen staat bekend als magma.

## Magmadifferentiatie

Schematische weergave van het principe achter kristalfractionatie in een magma. Terwijl het magma afkoelt, verandert de compositie door het uitkristalliseren van verschillende mineralen. 1: olivijn kristalliseert; 2: olivijn en pyroxeen kristalliseren; 3: pyroxeen en plagioklaas kristalliseren; 4: plagioklaas kristalliseert. Op de bodem van het magmareservoir ontstaat ondertussen een cumulaatgesteente.

Na de vorming van een magma, vaak diep in de ondergrond, in de onderkorst of aardmantel, zal het magma beginnen te stromen naar plekken waar een lagere lithostatische druk heerst, meestal omhoog. Hoger in de aardkorst is de temperatuur normaal gesproken lager zodat het magma afkoelt en bepaalde mineralen beginnen uit te kristalliseren. Hierdoor verandert het magma in chemische samenstelling, een proces dat kristalfractionatie genoemd wordt. Door het bezinken van de zwaardere mineralen en het tegelijkertijd verder stromen van het magma worden bepaalde elementen uit het magma onttrokken. Magma's kunnen ook veranderen in chemische samenstelling door interactie met omringend gesteente of mengen met andere magma's.
De smelt die ontstaat wanneer een gesteente smelt wordt een primair magma (Engels: primary magma/melt) genoemd. In dit gesmolten materiaal heeft nog geen differentiatie plaatsgevonden - het representeert de beginsamenstelling van magma die in werkelijkheid weinig wordt gevonden in de natuur. Vooral primaire smelten die afkomstig zijn uit de aardmantel zijn van groot belang. Ze worden primitieve magma's genoemd en kunnen worden gebruikt om de samenstelling van de mantel te achterhalen.
Als meerdere stollingsgesteenten worden aangetroffen waarvan vermoed wordt dat ze uit dezelfde primaire smelt moeten zijn ontstaan, kan men proberen de primaire smelt (die dan de ouderlijke smelt - Engels: parental melt - wordt genoemd) te achterhalen. De ouderlijke smelt is een magmasamenstelling waaruit de gevonden magma's redelijkerwijs kunnen zijn ontstaan. Als men de samenstelling van de ouderlijke smelt weet kan men achterhalen of bepaalde magma's met elkaar in verband staan. Vervolgens kunnen bepaalde modellen gebruikt worden om deze hypothese te testen.

## Intruderen van magma
Omdat vloeibaar materiaal een lagere dichtheid heeft dan hetzelfde materiaal in vaste fase kan het magma opstijgen, en als gevolg van het afnemen van de druk (waardoor het de solidus bij een lagere temperatuur komt te liggen) nog vloeibaarder en lichter worden. Zo kunnen magmakamers, mantelpluimen, vulkanische vlaktes en uiteindelijk vulkanen ontstaan - deze laatste als het magma het aardoppervlak bereikt. Magma kan ook op diepte blijven en daar stollen in de vorm van dikes, sills, batholieten en lacolieten. Gestold magma wordt dieptegesteente of ganggesteente genoemd. Gestolde lava wordt uitvloeiingsgesteente genoemd.